# 法伦市镇
法伦市镇（瑞典語：Falu kommun）是瑞典中部达拉纳省的一个市镇。其治所位于法伦。